# Radikal 71
Radikal 71 mit der Bedeutung „nicht, ohne“ ist eines von den 34 traditionellen Radikalen der chinesischen Schrift, die aus vier Strichen bestehen.  
Das Zeichen wird auch als Kurzzeichen für die Negation 無 verwendet. 
Mit 2 Zeichenverbindungen in Mathews’ Chinese-English Dictionary kommt es nur sehr selten im Lexikon vor.
Variante: 旡, ebenfalls mit vier Strichen geschrieben.

## Schriftzeichenverbindungen, die vom Radikal 71 regiert werden
| Striche | Zeichen |
| ------- | ------- |
| +0      | 无 旡   |
| +05     | 既      |
| +07     | 旣      |
| +09     | 旤      |

 Im Unicodeblock Kangxi-Radikale ist das Radikal 71 unter der Codepointnummer 12.102 (U+2F46) codiert.